# Adesmia capitellata
Adesmia capitellata là một loài thực vật có hoa trong họ Đậu. Loài này được (Clos) Hauman miêu tả khoa học đầu tiên.